# 八木 (広島市)
八木（やぎ）は広島県広島市安佐南区の地名。一丁目から九丁目までが設置されている。郵便番号731-0101（安佐南郵便局管区）。2010年11月30日現在の人口は13,724人。

## 地理

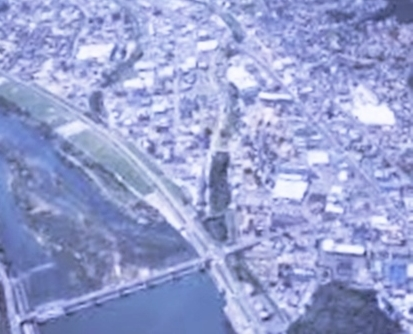
八木地区　（右下の山が八木城址）

当地区は広島市域のほぼ中央に位置しており、町の中心に国道54号とJR西日本可部線が南北に走っている。八木3丁目に梅林駅、八木8丁目に上八木駅がある。山陽自動車道広島ICに近く、交通アクセスに優れる。
南に緑井、東に川内、北に可部、西に安佐町が接する。

### 山
阿武山（586.4 m）

### 川
一級河川太田川、古川

## 歴史

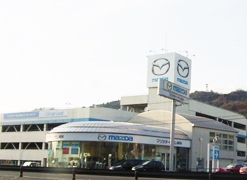
そごう八木店（サンホームズ）屋上にあった“そごうロゴのまるちきり”は、八木商業地区のシンボルともなっていた。立体駐車場は現在オートザム梅林の修理工場兼駐車場となっている。

古代の養義郷である。935年の「倭名類授賞聚抄」には養我と書かれており、平安期以降に八木と呼ばれるようになった。
大昔から極秘とされ窺い知ることのできない、得難い秘伝の謡や曲（『八木邑伝の大躍五番六調子』）が当地にあり、いつの頃からか雨乞いの祈願として使われるようになる（名高い三種の雨乞い法があったという）。久しく極秘とされて知る者が少なくなったため、大正6年に80歳以上の老人が村の若者に教え込み、光広八幡神社の大祭日である八朔に踊られた。
かつて太田川は阿武山の麓に環り流れていた。延喜2年の洪水のとき、今井田の障子岩倒れで水勢川筋が移って現在の位置となったと伝えられている。
出雲国につながる雲石街道、太田川の水運によって、古くより陸上・水上交通で大きな役割を果たしている。
1221年の承久の乱で活躍した香川経景が褒賞として安芸国八木を与えられ、その子である香川景光が八木城（現在の城山地区・八木5丁目）を築城した。その後毛利元就によって太田川を守る要塞となった。
江戸時代後期の八木村の記録をまとめた「八木村旧記諸控帳」によれば、寛政年間である1796年、1828年、1830年、1850年に洪水の被害を受けたことが記されている。
明治の廃藩置県で広島県沼田郡八木村になり、1955年に緑井村、川内村と合併して安佐郡佐東町が発足（国道54号佐東バイパスの名称は、この佐東町に由来する）。1973年、広島市と合併して広島市佐東町になり、政令市に移行して広島市安佐南区八木となった。
近年、トイザらス（広島1号店、現在は閉店）・エディオン・ヤマダ電機・ユニクロなど、郊外型大型店舗やファミリーレストランチェーンなどの商業施設が多数進出しており、一大商業エリアを形成している。そごう八木店（サンホームズ）もあったが、そごう倒産による民事再生手続によって閉店した。
2014年8月20日、ゲリラ豪雨による土砂災害が発生し、大きな被害を受けた。災害を通じて報道された過去の地名に係る歴史については、災害伝承と報道の項を参照のこと。

## 名所・旧跡
- 八木城跡

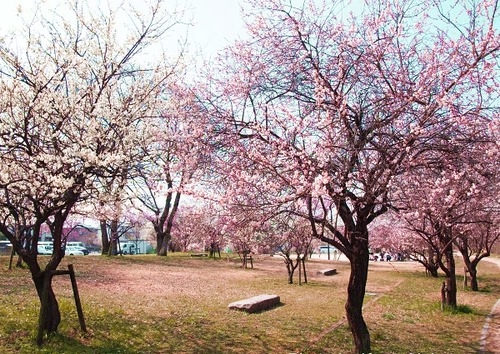
八木梅林公園

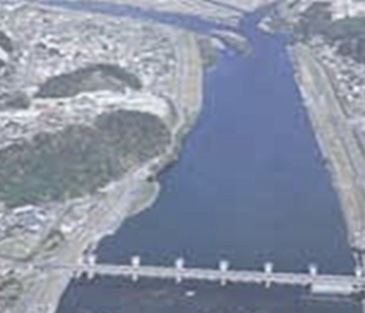
高瀬堰（太田川）

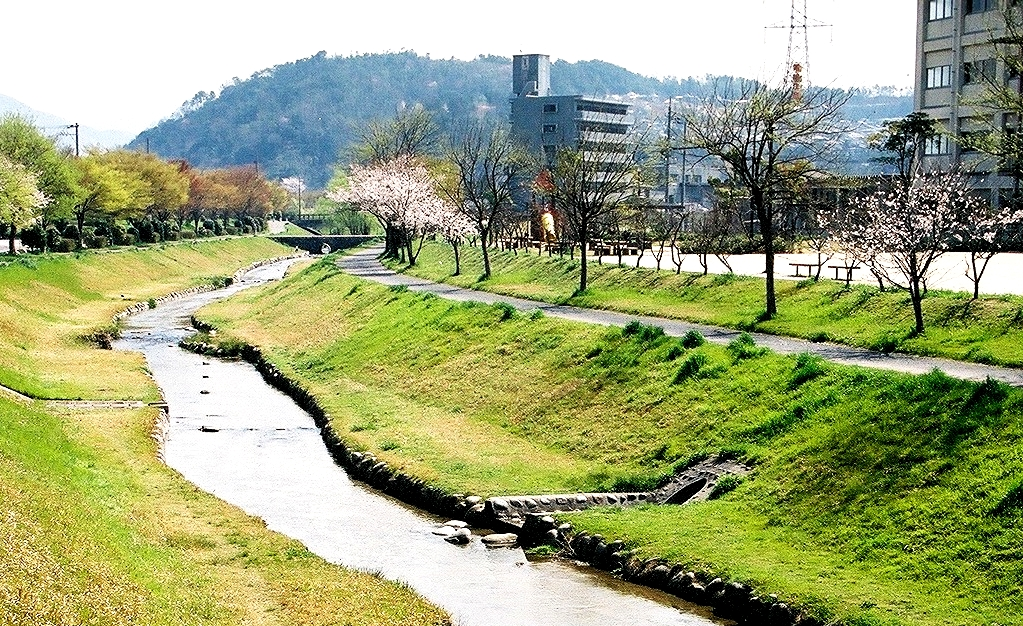
古川せせらぎ公園

- 八木梅林(米渓園) - かつて太田川の河原にあった広さ一万坪、梅樹千本の「梅林米渓園」は、江戸時代より広島城下から見物人が多く訪れていた。天長6年、弘法大師が八木に巡錫の際、茶店の店主・米左衛門が湯呑みに梅干しを1個入れお茶を注ぎ入れたものを大師に出し、それを大師が大変気に入り付近の土壌を調べたところ、字比原が梅の栽培に適しているとわかり、大師のお言葉に従って大いに栽培をすすめた結果、八木梅林として有名になった。米渓園は米左衛門の米(又、八木を1字にすると米になる)、渓は太田川の渓流に位置することから1字ずつ取り名付けられた。昭和18年、昭和20年の太田川の大洪水で多くの梅の木を流失した。太田川改修工事で梅が少なくなり閉鎖されたが、近くに梅の公園「八木梅林公園」として復活している。
- 光廣神社(みつひろじんじゃ) - 八幡神を祀る。毛利氏時代の神領は、文禄3年に4石9斗8升1合、慶長中に7石6斗2升4合と記録がある。また、香川勝雄が大蛇を退治した太刀が奉納されていた。香川光景の光と香川広景の広を取って名付けられたと言われている。毎年8月終りに八朔祭が行われる。
- 細野神社(ほそのじんじゃ) - 応神天皇を祀る。1871年に可部中屋の大歳神社と下細野の伊勢神社を合祀して八幡三神となっている。太田川の舟運の守護神。
- 浄樂寺(じょうらくじ) - 柏渓山と號す。1619年に須超により開基される。浄土真宗。
- 伊勢社 - 天照皇大神を祀る。天文年間（173-1592）別所の三郎兵衛が田畑を守るため伊勢神宮にお参りし祈願。お札を頂き、帰国してお祀りした。
- 権五郎神社（ごんごろうじんじゃ）・御霊社 - 八木城主香川氏の祖先「鎌倉権五郎景正」を祀る。香川家七代目の景光が八木城築城と共に景正の霊を勧請し、子孫が代々祭ってきた。
- 地主神社（じぬしじんじゃ） - 大国主命を祀る。秋に神楽舞などのお祭りが行われる。
- 愛宕杜・観音堂 - 不老長寿の観音様。
- 浄光院の虚空蔵さん - 木像の虚空蔵が祀ってあり、TVアニメまんが日本昔ばなしで「浄光院の虚空蔵さん」として放送された。
- 龍華寺（りゅうげじ） - 昭和11年5月8日建立。阿武山観音信仰の一つ。岡山高松稲荷の分身を勧請した。
- 貴船神社・龍王社 - 水神・祈雨の神である高龗神を阿武山の山頂付近に祀っている。
- キツネ岩 - かつて太田川の水面にキツネ岩が見えかくれしていたため船頭にとって難所となっていた。のちに現在地に移設。
- 熊野忠左衛門の碑 - 1850年の洪水で田畑20町が大被害を蒙った際に熊野忠左衛門が堤防の大改修を行い、その後の洪水では難を免れ6町余りの墾田を得るに至った。忠左衛門没後、徳を讃え墓碣銘の碑を1875年5月に建立した。
- 蛇王池の碑（じゃおういけのひ） - 昔、阿武山中腹に大蛇が住んでおり、人々に害を与えていた。八木城主香川光景が大蛇退治を呼びかけたところ、香川八将の中で最年少の香川勝雄が志願。1532年2月27日、馬に乗り阿武山の中迫まで登ると、大蛇が飛びかかってきたため、勝雄は太刀で大蛇の首をはねた。そのさいに大蛇から流れ出た血で沼になったと伝わる蛇王池跡に、昭和27年蛇王池大蛇四百二十年忌に当り、供養塔が建てられた。
- 八木用水 - 広島藩の算学者だった檜山義況に桑原卯之助が測量技術を教わり、1768年に完成させた人工水路。
- 高瀬堰 - 堰周辺はレクリエーション・魚釣り・カヌーなど多くの市民に利用されている。駐車場・トイレ有り。
- 古川せせらぎ公園 - 市民憩いの親水公園。
- 高野虎市の警鐘台 - 喜劇王チャールズ・チャップリンの秘書・マネージャーとしてその名を馳せた高野虎市が、1932年、八木の実家に一時帰郷した際、太田川や街を見渡せる場所に警鐘台を建てた。現在は台座のみが残る。

※昭和後期ごろまで警鐘台そばに太田川遊園地が営業しており、その近くには広島大学の馬術練習場があった。

## 施設
- 広島市立八木小学校
- 広島市立梅林小学校
- 広島市立城山北中学校

## 交通
鉄道
- JR可部線　梅林駅、上八木駅
  - 太田川鉄橋

バス
- 広島交通 （桐陽台・大林線、桐陽台線、別所団地・上原・南原研修センター線、南原線）

道路
- 国道54号
  - 太田川橋
- 広島県道270号八木緑井線
- 広島県道177号下佐東線

## ゆかりの人物
- 高野虎市（喜劇王チャールズ・チャップリンの秘書・マネージャー）
- 桐原葆見（心理学者・第十四代浄楽寺住職）
- 杉浦圭子（NHKアナウンサー）
- 辻治光（郷土史家　蛇王池物語・黄鳥の笛　等）

### 安芸香川氏
承久3年（1221年）、承久の乱の戦功によって、経景は安芸国八木を、義景は安芸国山県郡戸谷を賜わる。義景は、兄経景の長男である香川平太景光と共に、一門家の子郎徒を引き連れ、相模国から、八木山の裾野に太河に突き出したような山へ城（八木城）を築いた（貞応元年三月三日）。太田川の守り・要塞となった八木は繁栄した。安芸武田氏の滅亡後、毛利氏一門となり香川光景が家臣として活躍。毛利水軍の一角（川内水軍）も担って、多くの戦に参加して功績を上げた。慶長5年（1600年）、関ヶ原の戦いで敗れた香川氏は周防国に移封され八木城は廃城。香川氏は岩国吉川氏の家老職となる。そこで香川正矩は『陰徳記』を記した。その次男の景継は延宝元年（1673年）、宣阿として『陰徳記』の加筆・修正を行い『陰徳太平記』を出版するなど、「梅月堂」と称する歌人として京（京都）の徳大寺家に仕えた。その子孫も代々徳大寺家に仕え、著名な歌人を輩出している。香川正経（正恒）は、現在も岩国市に残る「香川家長屋門」を建て、香川景晃は文化3年（1806年）、今津・室の木沖干拓事業を進め、「麻里布開作」と名付け、岩国を海上交通や物流の拠点とした。また、文人・歌人としての家系である香川氏らしく、国文学者や歌人としても活動。岩国市藤生の「松巌院」には、景晃の書が遺っている。